# Småfruktig guldskivlav
Småfruktig guldskivlav (Protoblastenia incrustans) är en lavart som först beskrevs av Augustin Pyrame de Candolle, och fick sitt nu gällande namn av J. Steiner. Småfruktig guldskivlav ingår i släktet Protoblastenia och familjen Psoraceae.  Arten är reproducerande i Sverige. Inga underarter finns listade i Catalogue of Life.